# Charte des droits fondamentaux de l'Union européenne
Ne doit pas être confondu avec Charte communautaire des droits sociaux fondamentaux des travailleurs ou Convention européenne des droits de l'homme.
- États parties à la Charte
- États avec au moins une dérogation

Lire en ligne

Texte sur Wikisource

La Charte des droits fondamentaux de l'Union européenne, parfois appelée charte européenne des droits fondamentaux, est une déclaration des droits fondamentaux adoptée le 7 décembre 2000 par l'Union européenne. Elle est mise en œuvre par le traité de Nice.
Le traité de Lisbonne de 2007 fait mention de la Charte à l'article 6 du traité sur l'Union européenne (TUE) et lui donne une valeur juridiquement contraignante (la charte disposant dès lors de la même valeur juridique que les traités). La Pologne et le Royaume-Uni se voient accorder par le protocole 30 une dérogation  ; ce n'est pas une option de retrait mais une précision concernant l'absence d'invocabilité de la Charte dans certains champs sociaux.

## Élaboration de la Charte
La charte a été signée et proclamée par les présidents du Parlement européen, du Conseil et de la Commission lors du Conseil européen de Nice le 7 décembre 2000. Cette Charte est le résultat d'une procédure originale - et sans précédent dans l'histoire de l'Union européenne - qui peut être ainsi résumée :
- Les Conseils européens de Cologne (3 et 4 juin 1999) et de Tampere (octobre 1999) ont donné mandat à un groupe de travail, autoproclamé en Convention, de rédiger un projet. Constituée en décembre 1999, elle adopte son projet le 2 octobre 2000.
- Le Conseil européen de Biarritz (13 et 14 octobre 2000) a donné son accord unanime sur ce projet et l'a transmis au Parlement européen et à la Commission.
- Le Parlement européen a donné son accord le 14 novembre 2000 et la Commission le 6 décembre 2000.
- Au nom de leurs institutions, les présidents du Parlement européen, du Conseil et de la Commission ont signé et proclamé la Charte le 7 décembre 2000 à Nice.
- Celle-ci a été proclamée une nouvelle fois le 12 décembre 2007 lors d'une cérémonie officielle au Parlement européen à Strasbourg[4].
- La Charte des droits fondamentaux a acquis pleine force contraignante par le traité sur l'Union européenne (article 6, paragraphe 1 TUE), tel que révisé par le traité de Lisbonne du 13 décembre 2007, entré en vigueur le 1er décembre 2009. La Charte a depuis cette date la même valeur que les traités.

La Convention était composée de représentants des gouvernements et de parlementaires européens et nationaux désignés comme suit :  
- 15 par les chefs d'État et de gouvernement ;
- 16 par le Parlement européen ;
- 30 par les Parlements nationaux ;
- 1 par la Commission européenne.

La Convention était présidée par Roman Herzog, ancien président de la République fédérale d'Allemagne et de la Cour constitutionnelle de Karlsruhe, avec comme secrétaire général Jean-Paul Jacqué pour le Conseil et Jean-Guy Giraud pour le Parlement européen.
Le Bureau de la Convention était composé de :
- Pedra Bacelar de Vasconcelos et Guy Braibant pour les représentants des Chefs d'État et de gouvernement
- Gunnar Jansson pour les représentants des Parlements nationaux
- Íñigo Méndez de Vigo pour les représentants du Parlement européen
- António Vitorino, commissaire européen à la Justice et aux Affaires intérieures

### La charte et le projet de Traité constitutionnel
La charte constituait le titre II du traité établissant une Constitution pour l'Europe. Ce traité n'ayant pas été ratifié par tous les États membres, le statut juridique de la Charte en est resté inchangé.

## Description de la Charte

### Fondement
La Charte des droits fondamentaux de l'Union européenne reprend en un texte unique, pour la première fois dans l'histoire de l'Union européenne, l'ensemble des droits civiques et sociaux des citoyens européens, y compris droit de pétition, protection de la donnée personnelle et interdiction de l'eugénisme, du clonage humain et des discriminations fondées sur la race, le sexe, la fortune, la naissance, le handicap, l'âge et l'orientation sexuelle, ainsi que de toutes personnes vivant sur le territoire de l'Union.
Ils sont fondés notamment sur les droits et libertés fondamentales reconnus par la Convention européenne des droits de l'homme (instrument du Conseil de l'Europe), les traditions constitutionnelles des États membres de l'Union européenne, la Charte sociale européenne du Conseil de l'Europe et le Comité européen des Droits sociaux ainsi que d'autres conventions internationales auxquelles adhèrent l'Union européenne ou ses États membres.
L'arrêt Nold de la Cour de justice des Communautés européennes du 14 mai 1974 affirme cependant déjà que les droits fondamentaux tels que reconnus dans les droits nationaux font partie du droit des Communautés et doivent être défendus par celles-ci.
La Charte des droits fondamentaux de l'Union a été élaborée par une convention composée d’un représentant de chaque pays de l’UE et de la Commission européenne, ainsi que de membres du Parlement européen et des parlements nationaux. Elle a été formellement adoptée à Nice en décembre 2000 par le Parlement européen, le Conseil et la Commission.

### Contenu
Le texte comprend 54 articles précédés d'un bref préambule. Les droits sont regroupés en six grands chapitres, auxquels s'ajoute un septième chapitre sur les dispositions générales.

#### Chapitre I: Dignité
- Article 1er : dignité humaine ;
- Article 2 : droit à la vie ;
- Article 3 : droit à l'intégrité de la personne ;
- Article 4 : interdiction de la torture et des peines ou traitements inhumains ou dégradants ;
- Article 5 : interdiction de l'esclavage et du travail forcé.

#### Chapitre II: Liberté
- Article 6 : droit à la liberté et à la sûreté ;
- Article 7 : respect de la vie privée et familiale ;
- Article 8 : protection des données à caractère personnel ;
- Article 9 : droit de se marier et droit de fonder une famille ;
- Article 10 : liberté de pensée, de conscience et de religion ;
- Article 11 : liberté d'expression et d'information ;
- Article 12 : liberté de réunion et d'association ;
- Article 13 : liberté des arts et des sciences ;
- Article 14 : droit à l'éducation ;
- Article 15 : liberté professionnelle et droit de travailler ;
- Article 16 : liberté d'entreprise ;
- Article 17 : droit de propriété ;
- Article 18 : droit d'asile ;
- Article 19 : protection en cas d'éloignement, d'expulsion et d'extradition.

#### Chapitre III: Égalité
- Article 20 : égalité en droit ;
- Article 21 : non-discrimination ;
- Article 22 : diversité culturelle, religieuse et linguistique ;
- Article 23 : égalité entre hommes et femmes ;
- Article 24 : droits de l'enfant ;
- Article 25 : droits des personnes âgées ;
- Article 26 : intégration des personnes handicapées.

#### Chapitre IV: Solidarité
- Article 27 : droit à l'information et à la consultation des travailleurs au sein de l'entreprise ;
- Article 28 : droit de négociation et d'actions collectives ;
- Article 29 : droit d'accès aux services de placement ;
- Article 30 : protection en cas de licenciement injustifié ;
- Article 31 : conditions de travail justes et équitables ;
- Article 32 : interdiction du travail des enfants et protection des jeunes au travail ;
- Article 33 : vie familiale et vie professionnelle
- Article 34 : sécurité sociale et aide sociale ;
- Article 35 : protection de la santé ;
- Article 36 : accès aux services d'intérêt économique général ;
- Article 37 : protection de l'environnement ;
- Article 38 : protection des consommateurs.

#### Chapitre V: Citoyenneté
- Article 39 : droit de vote et d'éligibilité aux élections au parlement européen ;
- Article 40 : droit de vote et d'éligibilité aux élections municipales ;
- Article 41 : droit à une bonne administration ;
- Article 42 : accès aux documents ;
- Article 43 : médiateur ;
- Article 44 : droit de pétition ;
- Article 45 : liberté de circulation et de séjour ;
- Article 46 : protection diplomatique et consulaire ;

#### Chapitre VI: Justice
- Article 47 : droit à un recours effectif et à accéder à un tribunal impartial ;
- Article 48 : présomption d'innocence et droit de la défense ;
- Article 49 : principe de légalité et de proportionnalité des délits et des peines ;
- Article 50 : droit à ne pas être jugé ou puni pénalement deux fois pour une même infraction.

#### Chapitre VII: Dispositions générales
- Article 51 : champ d'application ;
- Article 52 : portée des droits garantis ;
- Article 53 : niveau de protection ;
- Article 54 : interdiction de l'abus de droit.

### Valeur contraignante
La Charte des droits fondamentaux n'a pas, officiellement, eu de valeur contraignante jusqu'au traité de Lisbonne. Toutefois, le Tribunal de première instance et la Cour de justice de l'Union européenne s'y référent de plus en plus souvent. Les avocats généraux la mentionnent également fréquemment dans leurs conclusions générales. Enfin, elle constitue une règle interne au Parlement européen.
Depuis décembre 2009 et l’entrée en vigueur du traité de Lisbonne, la Charte des droits fondamentaux de l'Union s’est vu confier la même force juridique obligatoire que les traités. En effet, tel que révisé par le traité de Lisbonne, l'article 6(1) TUE dispose que l'Union « reconnait les droits, les libertés et les principes énoncés dans la Charte des droits fondamentaux de l'Union européenne du 7 décembre 2000, telle qu'adaptée le 12 décembre 2007 à Strasbourg, laquelle a la même valeur juridique que les traités ».
Le Royaume-Uni, la Pologne et la République tchèque avaient demandé une dérogation touchant à l'absence d'invocabilité de la Charte dans certains domaines. Depuis, le Royaume-Uni a quitté l'Union européenne, et la République tchèque a renoncé, en 2014, à invoquer cette exception. La dérogation ne concerne donc plus que la Pologne.

## Une charte relative au droit européen
L'article 51, alinéa 1er, précise que « Les dispositions de la présente Charte s'adressent aux institutions et organes de l'Union dans le respect du principe de subsidiarité ».
Pour les États membres, la charte ne s'impose à eux que lorsqu'ils mettent en œuvre le droit de l'Union. Cette charte s'applique bel et bien dans les trois piliers européens.
L'article 52 précise : « Dans le respect du principe de proportionnalité, des limitations ne peuvent être apportées que si elles sont nécessaires et répondent effectivement à des objectifs d'intérêt général reconnus par l'Union ou au besoin de protection des droits et libertés d'autrui. »

## Référence pour la Convention européenne et pour l'Agence des droits fondamentaux
La Convention européenne qui élabora le projet de Constitution européenne sous la présidence de Valéry Giscard d'Estaing en 2002 sera constituée sur le même modèle que la Convention sur la Charte et s'inspirera de son fonctionnement.
La Charte sera d'autre part la référence pour l'action de l'Agence des droits fondamentaux mise en place en février 2007.
Cette agence a trois responsabilités : 
- recueillir des informations et des données,
- formuler des conseils à l'intention de l'Union européenne et de ses États membres,
- stimuler le dialogue avec la société civile afin de sensibiliser davantage le public aux droits fondamentaux.

## Compléments

### Lectures approfondies
- L. Burgorgue-Larsen (dir.), La France face à la Charte des droits fondamentaux de l’Union européenne, Bruxelles, Bruylant, 2005, 696p. (Col. du Credho, n°8, préface de Guy Braibant).
- L. Burgorgue-Larsen, A. Levade, F. Picod (dir.), Traité établissant une Constitution pour l’Europe. Partie II. La Charte des droits fondamentaux de l’Union européenne – Commentaire article par article, Bruxelles, Bruylant, 2005, 837p.
- L. Burgorgue-Larsen,«La Charte des droits fondamentaux de l’Union européenne racontée au citoyen européen », Revues des Affaires européennes (RAE-LEA), 2000-4, pp.398-409.
- L. Burgorgue-Larsen,«La ‘force de l’évocation’ ou le fabuleux destin de la Charte des droits fondamentaux de l’Union européenne », L’équilibre des pouvoirs et l’esprit des institutions. Mélanges en l’honneur de Pierre Pactet, Paris, Dalloz, 2003, pp.77-104.
- L. Burgorgue-Larsen,«Ombres et lumières de la constitutionnalisation de la Charte des droits fondamentaux de l’Union européenne », Cahiers de droit européen, 2004, n°4-6, pp.863-890. également in Revista Brasileira de Direito Constitucional, Julio/Dezembro 2005-n°6, Teoria Da Constituiçao, pp.64-85.
- L. Burgorgue-Larsen,« L’apparition de la Charte des droits fondamentaux dans la jurisprudence de la Cour de justice des Communautés », note sous Parlement c. Conseil, 27 juin 2006, AJDA, 4 décembre 2006, n°41/2006, pp.2286-2288.